# RRR (trilha sonora)
RRR é a trilha sonora, composta por M. M. Keeravani, do filme RRR, dirigido por S. S. Rajamouli, estrelado por N. T. Rama Rao Jr., Ram Charan, Ajay Devgn, Alia Bhatt e Olivia Morris enquanto Samuthirakani, Shriya Saran, Ray Stevenson e Alison Doody desempenham papéis coadjuvantes. O filme contou com sete faixas com letras escritas por Sirivennela Seetharama Sastry, Chandrabose, Suddala Ashok Teja, Ramajogayya Sastry, K. Shiva Dutta e o próprio Keeravani. Madhan Karky (tâmil), Riya Mukherjee e Varun Grover (hindi), Mankombu Gopalakrishnan (malaialo) e Varadaraj Chikkaballapura (canareso), escreveram letras para as versões dubladas. O álbum foi lançado pela Lahari Music e pela T-Series em 16 de abril de 2022.

## Produção
O primo e colaborador normativo de Rajamouli, M. M. Keeravani, foi recrutado para fazer a trilha sonora do filme. As sessões musicais começaram em março de 2019, na casa especial de manduva construída nas proximidades, um cenário especialmente erguido na fábrica de alumínio em Haiderabade. Suddala Ashok Teja foi contratado como um dos principais letristas no mesmo período. Em setembro de 2019, ele escreveu as letras de duas músicas da trilha sonora da versão telugu.
Em 21 de setembro de 2020, ele anunciou por meio de sua conta no Twitter que o trabalho na trilha sonora do filme foi interrompido por um tempo devido ao lockdown da pandemia de COVID-19 na Índia. As sessões musicais foram retomadas no início de 2021. Em abril de 2021, Vishal Mishra se juntou à sessão e trabalhou em um single do álbum junto com Keeravani em um estúdio de gravação em Haiderabade. Em 20 de julho de 2021, Amit Trivedi anunciou que gravou uma música na trilha sonora. No mesmo dia, Keeravani anunciou que um jovem cantor chamado Prakruthi gravou uma música no álbum. No mesmo mês, Anirudh Ravichander também gravou uma música para o filme. Em julho de 2021, a T-Series e a Lahari Music adquiriram os direitos de áudio de RRR em cinco línguas, supostamente por um valor de ₹ 25 crore.

## Marketing e lançamento
O primeiro single foi lançado em 1º de agosto de 2021, coincidindo com o Dia da Amizade. O videoclipe foi dirigido por S. S. Karthikeya e foi lançado como "Dosti" (em telugu, hindi e canareso), "Natpu" (em tâmil), e "Priyam "(em malaialo) com vocais de Vedala Hemachandra in telugu, Amit Trivedi em hindi, Anirudh Ravichander em tâmil, Vijay Yesudas em malaialo and Yazin Nizar em canareso. Além disso, N. T. Rama Rao Jr. e Ram Charan fizeram aparições no videoclipe. O videoclipe promocional da primeira faixa "Dosti" foi filmado em um cenário especialmente construído no Annapurna Studios. Em 10 de novembro de 2021, o segundo single intitulado "Naatu Naatu" (em telugu), "Naacho Naacho" (em hindi), "Naatu Koothu" (em tâmil), "Haali Naatu" (em canareso) e "Karinthol" (em malaialo) foi lançado. A canção recebeu resposta positiva pela coreografia executada por Ram Charan e N. T. Rama Rao Jr., e se tornou a música mais vista do álbum no YouTube.
No dia 26 de novembro, foi lançado o terceiro single intitulado "Janani", em todos as línguas, exceto tâmil, cuja versão foi intitulada "Uyire", com participação de M. M. Keeravani. Uma prévia especial da faixa foi realizada no PVR RK Cineplex em Hyderabad, com Rajamouli e Keeravani presentes no evento, o primeiro chamou a faixa de "alma do filme". Em 24 de dezembro, a quarta música "Komuram Bheemudo" foi lançada destacando o personagem de Rama Rao no filme, ao mesmo tempo que servia como uma homenagem ao lutador pela liberdade Komaram Bheem. Foi lançado com o mesmo título em hindi, "Komuram Bheemudho" em canareso e "Komuram Bheemano" em tâmil e malaialo. A quinta música, "Ramam Raghavam" foi lançada em 31 de dezembro de 2021, coincidindo com a Véspera de Ano Novo. A canção gira em torno da caracterização de Charan como Alluri Sitarama Raju.
Em 14 de março de 2022, as faixas "Etthara Jenda" (em telugu), "Sholay" (em hindi), "Koelae" (em tâmil), "Etthuva Jenda" (em canareso) e "Etthuka Jenda" (em malaialo), foi lançado como single. Uma faixa promocional, com participação de Charan, Rama Rao e Alia Bhatt, a música foi tocada durante os créditos finais do filme. Após o lançamento do filme, Keeravani garantiu aos fãs sobre o lançamento da faixa, "Komma Uyyala", que foi recebida positivamente. A faixa foi lançada posteriormente como parte do álbum completo em 16 de abril de 2022.

## Lista de faixas
| Telugu         |                    |                                                                          |         |  |
| N.º            | Título             | Intérprete(s)                                                            | Duração |  |
| 1.             | "Dosti"            | Vedala Hemachandra                                                       | 5:42    |  |
| 2.             | "Naatu Naatu"      | Rahul Sipligunj, Kaala Bhairava                                          | 3:36    |  |
| 3.             | "Janani"           | M. M. Keeravaani                                                         | 3:07    |  |
| 4.             | "Komuram Bheemudo" | Kaala Bhairava                                                           | 4:15    |  |
| 5.             | "Raamam Raaghavam" | Vijay Prakash, Chandana Bala Kalyan, Charu Hariharan                     | 3:52    |  |
| 6.             | "Etthara Jenda"    | Vishal Mishra, Prudhvi Chandra, M.M. Keeravaani, Sahithi, Harika Narayan | 4:21    |  |
| 7.             | "Komma Uyyala"     | Prakruthi Reddy                                                          | 4:43    |  |
| Duração total: | Duração total:     | Duração total:                                                           | 29:36   |  |

| Tâmil          |                    |                                                              |         |  |
| N.º            | Título             | Intérprete(s)                                                | Duração |  |
| 1.             | "Natpu"            | Anirudh Ravichander                                          | 5:40    |  |
| 2.             | "Naattu Koothu"    | Rahul Sipligunj,Yasin Nizar                                  | 3:35    |  |
| 3.             | "Uyire"            | M. M. Keeravaani                                             | 3:08    |  |
| 4.             | "Komuram Beemano"  | Kaala Bhairava                                               | 4:14    |  |
| 5.             | "Raamam Raaghavam" | Vijay Prakash, Chandana Bala Kalyan, Charu Hariharan         | 3:52    |  |
| 6.             | "Koelae"           | Vishal Mishra, Benny Dayal, Sahithi Chaganti, Harika Narayan | 4:16    |  |
| 7.             | "Kombaa Un Kaada"  | Prakruthi Reddy                                              | 4:43    |  |
| Duração total: | Duração total:     | Duração total:                                               | 29:27   |  |

| Hindi          |                    |                                                              |         |  |
| N.º            | Título             | Intérprete(s)                                                | Duração |  |
| 1.             | "Dosti"            | Amit Trivedi                                                 | 5:40    |  |
| 2.             | "Naacho Naacho"    | Vishal Mishra, Rahul Sipligunj                               | 3:35    |  |
| 3.             | "Janani"           | M. M. Keeravaani                                             | 3:08    |  |
| 4.             | "Komuram Bheemudo" | Kaala Bhairava                                               | 4:14    |  |
| 5.             | "Raamam Raaghavam" | Vijay Prakash, Chandana Bala Kalyan, Charu Hariharan         | 3:52    |  |
| 6.             | "Sholay"           | Vishal Mishra, Benny Dayal, Sahithi Chaganti, Harika Narayan | 4:16    |  |
| 7.             | "Amber Se Toda"    | Raag Patel                                                   | 4:43    |  |
| Duração total: | Duração total:     | Duração total:                                               | 29:27   |  |

| Malaialo       |                    |                                                               |         |  |
| N.º            | Título             | Intérprete(s)                                                 | Duração |  |
| 1.             | "Priyam"           | Vijay Yesudas                                                 | 5:40    |  |
| 2.             | "Karinthol"        | K. S. Harisankar, Yazin Nizar                                 | 3:34    |  |
| 3.             | "Janani"           | M. M. Keeravaani                                              | 3:08    |  |
| 4.             | "Komuram Bheemano" | Kaala Bhairava                                                | 4:14    |  |
| 5.             | "Raamam Raaghavam" | Vijay Prakash, Chandana Bala Kalyan, Charu Hariharan          | 3:51    |  |
| 6.             | "Etthuka Jenda"    | Vijay Yesudas, Hari Shankar, Sahithi Chaganti, Harika Narayan | 4:16    |  |
| 7.             | "Komba Ninn Kaada" | Nayana Nair                                                   | 4:44    |  |
| Duração total: | Duração total:     | Duração total:                                                | 29:35   |  |

| Canareso       |                     |                                                                    |         |  |
| N.º            | Título              | Intérprete(s)                                                      | Duração |  |
| 1.             | "Dosti"             | Yazin Nizar                                                        | 5:43    |  |
| 2.             | "Haali Naatu"       | Rahul Sipligunj, Kaala Bhairava                                    | 3:37    |  |
| 3.             | "Janani"            | M. M. Keeravaani                                                   | 3:10    |  |
| 4.             | "Komuram Bheemudho" | Kaala Bhairava                                                     | 4:16    |  |
| 5.             | "Raamam Raaghavam"  | Vijay Prakash, Chandana Bala Kalyan, Charu Hariharan               | 3:54    |  |
| 6.             | "Etthuva Jenda"     | Prudhvi Chandra, Hymath Mohammed, Sahithi Chaganti, Harika Narayan | 4:19    |  |
| 7.             | "Kombe Uyyale"      | Prakruthi Reddy                                                    | 4:46    |  |
| Duração total: | Duração total:      | Duração total:                                                     | 29:45   |  |